# Giorgio de Santillana
Giorgio Diaz de Santillana, international auch George D. Santillana (* 30. Mai 1902 in Rom; † 1974 in Beverly, Massachusetts), war ein italienischstämmiger US-amerikanischer Wissenschaftsphilosoph und Wissenschaftshistoriker.
De Santillana studierte Physik in Rom (Abschluss 1925), Philosophie in Paris und weiter bis 1929 Physik in Mailand. Danach wurde er von dem Mathematiker Federigo Enriques nach Rom geholt, um dort als sein Assistent an der Universität eine Abteilung für Wissenschaftsgeschichte aufzubauen. 1935 lehrte er in Paris und Brüssel und ging 1936 in die USA, wo er Instructor in Wissenschaftsphilosophie an der New School of Social Research war. Nach Dozententätigkeit in Harvard kam er 1941 ans MIT, wo er 1942 Assistant Professor, 1948 Associate Professor und 1954 Professor für Wissenschaftsgeschichte wurde. 1954 wurde er in die American Academy of Arts and Sciences gewählt.
De Santillana glaubte, dass die Wurzeln westlicher Wissenschaft schon bei den Vorsokratikern und in noch älteren, nur in Mythen überlieferten Zeiten zu finden waren, das Thema seines Buches mit Hertha von Dechend „Hamlet´s Mill“ (1969). Darin wird der These nachgegangen, in den Mythen antiker Völker (wie den Ägyptern, Griechen und Babyloniern) wären astronomische Beobachtungen (wie der 26000-Jahres-Zyklus der Präzession der Äquinoktien) verborgen. In einem Artikel „Galilei and Oppenheimer“ in „The Reporter“ zog er 1957 Parallelen von den McCarthy-Ausschüssen zum Fall Galilei.

## Schriften
- The Crime of Galilei. London, Heinemann 1955, Time Life Books 1981
- Leonardo da Vinci. 1956
- The Origins of scientific thought from Anaximander to Proclus, 600 B.C. to 300 A.D. London, Weidenfeld and Nicholson, 1961
- Herausgeber: Renaissance Philosophers- the age of adventure. Boston, Houghton Mifflin 1957 (Auswahl von Schriften von Renaissance-Philosophen, von Santillana kommentiert)
- Reflections on Men and Ideas. MIT Press 1968
- mit Hertha von Dechend: Die Mühle des Hamlet. Ein Essay über Mythos und das Gerüst der Zeit. Berlin : Kammerer und Unverzagt, 1993. ISBN 3-926763-23-X (englisches Original: Hamlet´s Mill. An Essay Investigating the Origins of Human Knowledge and Its Transmission Through Myth. Boston, Gambit, 1969. Volltext online)
- mit Edgar Zilsel: The Development of Rationalism and Empiricism (= International Encyclopedia of Unified Science. Band 2, Nr. 8). University of Chicago Press, Chicago 1941; 6. Auflage 1967.
- mit Federigo Enriques: Storia del pensiero scientifico. Bologna 1932
- Prologue to Parmenides. University of Cincinnati 1964